# Lak
Lak je rastvor ili disperzija veziva, a može sadržavati i niz različitih dodataka. Nakon sušenja ostaje na podlozi kao ravnomeran (kompaktan) prozirni (transparentan) film. Upotrebljava se pretežno za drvo, jer je često poželjno da se sačuva njegov lepi izgled. U težim uslovima korištenja dolazi do izražaja i zaštitna uloga lakova (parketi, kuhinjski namještaj, drvene površine na brodovima i slično). Za mineralne podloge lakovi se primenjuju pri zaštiti fasadne cigle, crepa, betona i kamena. Za metalne površine upotrebljavaju se ili direktno (na primer aluminijum, unutrašnji zidovi konzervi, žica) ili kao završni gornji sloj na pigmentiranom sastavu, s namerom da se dobije punoća i sjaj (metalizirani auto lakovi) ili bolja zaštita (vinilni lak na vinilno-alkidnoj lak boji). Uz dodatak topljivih pigmenata dobiju se prozirni obojeni lakovi za nameštaj, muzičke instrumente i slično.

## Istorija
Reč lak potiče od sanskrtske reči laksha, što znači broj 100 000, to jest nešto beskonačno mnogo, a odnosi se na jednu vrstu biljne vaši koja u velikom mnoštvu živi na biljkama roda Ficus u nekim tropskim krajevima. U hinduskom jeziku rečju lakh označuje se smolasta materija nastala iz ekskreta larve te vaši. 
Početkom 20. veka otkrivene su na zivovima pećina u različitim delovima sveta poznate zidne slike iz preistorijskog doba. Slike su često urezivane kamenom, a kao alat pećinski je čovek upotrebljavao šuplje kosti za duvanje zemljanih boja, te četkice od dlake ili pera. Zemljane boje (oksidi gvožđa i mangana, kreda, talk, kaolin), zatim drveni i koštani ugalj, samleven u prah i pomešan s vezivom (mast, med, krv, mleko, vosak, smola, biljni sok), bile su prve boje koje su ljudi poznavali. Pre bojenja paleolitski čovek je upotrebljavao već i podlogu od smole ili masti pomoću koje je vezao boju za površinu stene pećine. 
U prostoru između Sredozemnog mora i Persijskog zaliva razvijala se od najranijih vremena jaka likovna kultura. U toj kulturnoj sredini prevladavaju crna, bela, smeđa, crvena i plava boja. Drevni Egipćani upotrebljavaju već rastvor smole za impregniranje prilikom prepariranja mumija. Poznaju drveni i koštani ugalj, oker, kredu, cinober i malahit. Od veziva upotrebljavaju kožno tutkalo, belance, žumance, vosak i kazein. Iz tog su doba datiraju i počeci slikanja freski (zidne slike na svežem malteru). Razvitak likovne umetnosti bio je izrazito jak u staroj Grčkoj. Pigmenti su bili bele, crne, crvene i žute zemljane boje, a vezivo vosak, konopljino i makovo ulje, tutkalo i med. Način slikanja bio je fresko i tempera (tehnika slikanja bojama od smese pigmenata i različitih lepljivih materija, ponajviše žumanceta, smolastih lepila i slično). Kasnije se razvilo slikarstvo na drvenim i koštenim pločicama s voskom kao vezivom za zemljane boje, što je bio napredak u odnosu na slikanje s temperama ili slikanju fresaka. 
Za zaštitu drvenih i metalnih površina već su se u prošlosti s većim ili manjim uspehom upotrebljavale različite vrste prirodnih smola i balzama, voskovi, ekstrakti biljaka, masnoće, bitumenske materije iz Mrtvog mora i slično. Obojenja su se dobijala utrljavanjem zemljanih boja u vezivo ili pomoću obojenih materija iz raznovrsnih biljaka tropskog i suptropskog podneblja. U srednjem veku kao zaštitna sredstva bile su već poznate neke vrste uljanih boja, asfaltnih lakova, jantarskih lakova, rastvora gumiarabike i slično. Brodovi su se impregnirali i rastvorenim smolama u nesušivom ulju. Kasnije se pod uticajem istočnih zemalja za impregnaciju drva i brodova počelo upotrebljavati i četinarsko ulje. Od Arapa je preuzeto terpentinsko ulje kao rastvarač, a kineski uticaj podstaknuo je, između ostalog, i nekad vrlo raširenu upotrebu takozvanog ruj laka, koji se pripravljao nepoznatim postupkom od sokova biljke ruj ili sumak (lat. Toxicodendron vernicifluum). Metode i postupci obično su se držali u tajnosti i prelazili su s oca na sina, pa su mnogi načini zaštite ostali zagubljeni. Svi su ti načini u likovnoj umetnosti i u zaštiti površina više ili manje zadržali kroz čitav srednji i deo novog veka. Tek se u 15. veku u Holandiji (braća Eyck) po prvi put počelo upotrebljavati sušivo ulje kao vezivo u koje su se utrljali pigmenti. Sušivo ulje bilo je i ranije poznato (10. vek), ali nije bilo upotrijebljeno u širem smislu. 
Prva proizvodnja zaštitnih pokrivnih sredstva počela je u 17. veku u Holandiji zbog dobro razvijene brodogradnje. U 18. veku počelo se u Francuskoj s proizvodnjom firnisa i sušivih ulja. Međutim, prva organizirana proizvodnja lakova i boja u Europi počela je tek u 19. veku. Paralelno se razvijala i proizvodnja pigmenata. Prvi neorganski pigment pripravljen je 1704. Bilo je to parisko modrilo. Sledili su novi pigmenti, među kojima su najvažniji olovno belilo (1759), cinober (1785), hromove žute i zelene boje (1809), švajnfurtsko zelenilo (1814), ultramarin (1828), litopon (1850), cinkovo belilo (1850), a nakon toga započelo se sintezom organskih pigmenata. 
U vremenu do Prvog svetskog rata kao veziva u lakovima i bojama prevladavala su prirodna sušiva i polusušiva ulja, a od smola kolofonijum (iz balzama drveta četinara), kopali (recentne fosilne smole), šelak (iz smolastog ekskreta larve biljne uši), različite vrste bitumena, te niz veziva manje važnosti. Od tada se ponuda sirovina za proizvodnju lakova i boja bitno promijenila. U vremenu između dva svetska rata, a posebno nakon Drugog svetskog rata, u proizvodnji lakova i boja prešlo se od iskustvenog (empirijskog) načina rada na razvojno istraživačke studije povezane s hemijskom industrijom i proizvodnjom opreme. Uvedena je nova tehnologija i novi uređaji, te postrojenja za postupke mešanja, dispergovanja, filtriranja, pakovanja i drugo. Proširila se i primena lakova i boja, pa se bitno promenio način njihova nanošenja na podlogu i sušenja. Neorganskom i organskom sintezom pripremani su pigmenti i punila koji su postojani u određenim uslovima (otpornost prema svetlu, višim temperaturama, hemijskim uticajima), zatim novi aditivi i nove vrste rastvarača, a nadasve nove vrste veziva, koja su glavni nosioci kvaliteta lakova i boja. 
Na poboljšanje svojstava i povećanje ponude lakova i boja poseban uticaj imala je sinteza novih vrsta veziva kao glavnih nosilaca njihovih kvaliteta. Prvi važniji korak bio je oplemenjivanje prirodnih smola, što je postalo moguće kada su se pojavile prve fenolne smole (1909). Čiste fenolne smole, tipa Novolak ili tipa Resol, nisu bile mnogo važne. Međutim, prirodnim smolama izmenjene fenolne smole tipa Albertol (1917) značile su bitan napredak u sirovinskoj bazi za lakove i boje (veštački kopali). To važi i za fenolne smole plastificirane masnim kiselinama i za alkilfenolne smole. Uz razvoj prvih sintetičkih smola uvedene su kao vezivo 1920. I rastvori celuloznih derivata (rastvori celuloznih estara i celuloznih etara), te hloriranih kaučuka (1930). Te su sirovine u svoje vreme označivale pravi preokret u brzini sušenja nanesenog filma. Primena tih derivata zahtevala je nove vrste organskih rastvarača i omekšivača, te novu tehnologiju nanošenja lakova i boja na podlogu. Veoma uspešan razvoj započeo je 1931. sintezom alkidnih smola, a zatim i njihovim modifikacijama s uljima, masnim kiselinama, izocijanatima, stirenima, silikonima i tako dalje. Alkidne smole ostale su do danas glavna sirovinska baza za veziva lakova i boja. Na tržište dolaze stalno nove vrste tih smola, jer se alkidne smole (čiste, gliptalne) mogu lako izmeniti ugradnjom različitih hemijskih grupa u njihove molekule. Poliakrilatne smole (1935) i njihove disperzije u vodi i danas su vrlo važne sirovine u paleti lakova i boja. Kasnije su se razvile i melaminske smole (1937), što je omogućilo stvaranje alkidno-melaminskih kombinacija za pečene lakove i boje. 
Naročiti interest pobudili su sintetski proizvodi za pripremu takozvanih reaktivnih lakova i boja. To su višekomponentna prekrivna sredstva kojima komponente međusobno hemijski reagiraju tek na površini na koju su nanesena. Zbog polikondenzacijskih i poliadicijskih reakcija u toku sušenja nastane čvrst film vrlo dobrih zaštitnih svojstava. U tu se grupu ubrajaju lakovi i boje na osnovi poliuretanskih (1937), poliesterskih i epoksidnih (1948) smola i njihovih derivata. Posle 1939. mnoštvo polimera, pre svega polivinil acetat i polivinilhlorid, primenjeno je u industriji lakova i boja, dajući im posebna svojstva koja su važna posebno u građevinarstvu. Razvio se i niz visokomolekularnih materija kao veziva za lakove i boje, na primer poliakrilatni estri, naknadno hlorirani polivinilhloridi, disperzije polivinilacetata, stirenbutadieni i tako dalje. Napredak je postignut i sintezom silikonskih smola (1950), koje se primenjuju u specijalne svrhe ili kao modifikatori drugih vrsta smola povečavajući njihovu otpornost prema različitim štetnim uticajima. 
Preokret u razvoju lakova i boja započeo je sintezom vodorastvornih alkidnih smola (1957). Naime, većina lakova i boja sadrži i do 50% organskih rastvarača, pa je uvođenje novih sintetskih smola, koje omogućuju upotrebu vode kao rastvarača uz neznatan dodatak organskih rastvarača, veliko poboljšanje iz ekonomskih, ekoloških i tehničkih razloga. Nakon primene prvih vodorastvornih alkidnih smola razvila se sinteza i ostalih smola rastvornih u vodi kao što su melaminske, fenolne, poliesterske, poliakrilatne, epoksidne, epoksidno-esterske i druge smole, čiji razvoj može značiti preokret u proizvodnji i primeni lakova i boja. Ta su nova veziva sve više važna, posebno s gledišta zaštite životne sredine i sigurnosti od požara. Treba istaknuti i razvoj preškastih smola, ponajviše epoksidnih, za proizvodnju boja u prahu koje se nanose elektrostatski (1965), te veziva s visokim sadržajem suve materije (1973), što smanjuje upotrebu rastvarača. Proizvodnja lakova i boja usko je povezana s razvojem organske i neorganske sintetske hemije, pošto mnoštvo sintetičkih proizvoda sačinjava osnovne sirovine za lakove i boje.

## Boje i lakovi
Boje i lakovi je zajednički naziv za tekuće, pastozne ili praškaste smese, koje se u tankom sloju nanose na površinu metala, mineralnih podloga (beton, malter i slično), drva, plastike i drugih materijala, gde se fizičkim ili hemijskim promenama (sušenje) stvara tanak film (pokrivač, premaz). Osnovna im je namjena zaštita podloge od štetnih utjecaja okoline, a također svojim izgledom i bojom uljepšavaju predmete ili pak služe za njihovo označivanje. Posebne namene imaju grafičke i slikarske boje, lakovi za nokte i kosu i slično.
Osnovni su sastojci boja i lakova |veziva, rastvarači, pigmenti, punila i dodatci. Lak je naziv za smesu bez pigmenata i punila, pa je njegov film proziran i bezbojan. Smesa koja sadrži i bele, crne ili obojene pigmente, što pak filmu daju neprozirnost i obojenost, a često sadrži i punila, naziva se bojom, a sjajna završna boja lak-bojom. Poluprozirna boja s malo pigmenata, koji drvenoj podlozi daju obojenost, ali njezina struktura ostaje vidljiva, zove se lazura.
Vezivna sredstva, kao najvažniji sastojci boja i lakova, formiraju film koji povezuje sve sastojke međusobno i s podlogom. To su, uz izuzetak vodotopljivih silikata, organske materije, uglavnom polimeri (prirodne i sintetske smole), zatim sušiva ulja (firnis), voskovi, bitumeni, asfalti, derivati celuloze. Najvažnija su veziva poliesterske (uglavnom alkidne), vinilne, akrilne, epoksidne, poliuretanske, silikonske i druge sintetske smole (polimerni materijali). Rastvarači služe za rastvaranje veziva i postizanje prikladne viskoznosti za proizvodnju i primenu boja i lakova. Kako su to isparljiva, zapaljive, po zdravlje i okolinu opasne tečnosti, danas se njihova upotreba nastoji izbjeći (upotrebom praškastih boja za metale) ili bar ograničiti (upotrebom boja i lakova s velikim udelom suve materije, zabranom upotrebe za najopasnije vrste rastvarača). Najvažnija je ipak zamena vodom kao rastvaračem za vodotopljive smole, a pogotovo kao sredstvom u kojem su dispergirane fine čestice organskih polimera, koji imaju ulogu veziva za disperzijske boje.
Dobro prijanjanje i trajnost zaštite osigurava podloga očišćena od rđe, masnoće i drugih nečistoća, a metalne se podloge često i predobrađuju (fosfatiranje, hromiranje, eloksiranje). Boje i lakovi nanose se na podlogu pomoću četki, valjaka, prskanjem (uz pomoć komprimovanog vazduha, elektrostatički), uranjanjem (običnim ili uz elektroforezu) ili lijevanjem. Iz nanesenog tankog sloja najprije ispari otapalo, što je za neke vrste boja i lakova (na primer nitro lak) dovoljno za stvaranje suhog filma (fizičko sušenje). U ostalim vrstama nastaje hemijsko sušenje, tokom kojega vezivo hemijskom reakcijom prelazi u visokomolekularne prostorno umrežene strukture – čvrsti film. Najčešće su reakcije: polimerizacija (obično kiseonikom iz vazduha ili reakcijom dveju vrsta veziva) i polikondenzacija. Sve se češće umrežavanje polimera znatno ubrzava pomoću ultraljubičastog ili infracrvenog zračenja ili bombardiranja elektronskim snopom.
Boje i lakovi razlikuju se prema vrsti i udelu veziva, prema prozirnosti, obojenosti, sjaju (sjajni, polusjajni i bez sjaja – zagasiti), prema posebnim učincima (metalizirani, fluorescentni), prema ulozi i redosledu nanošenja u sastavu zaštite (temeljni, međuslojni, pokrivni), prema zaštitnim svojstvima, podlozi na koju se nanose i tako dalje.

## Literatura
- Kimes, Beverly R. (1996). The Standard Catalog of American Cars 1805–1945. Kraus Publications. стр. 1050. ISBN 978-0-87341-428-9. Текст „editor + Clark, Henry A. ” игнорисан (помоћ)
- Nanetti, Paolo (2006). Coatings from A to Z. Vincentz Verlag, Hannover. ISBN 978-3-87870-173-6. - A concise compilation of technical terms. Attached is a register of all German terms with their corresponding English terms and vice versa, in order to facilitate its use as a means for technical translation from one language to the other.
- Webb, Marianne (2000). Lacquer: Technology and Conservation. Butterworth Heinemann. ISBN 978-0-7506-4412-9. — A Comprehensive Guide to the Technology and Conservation of Asian and European Lacquer
- Michiko, Suganuma. "Japanese lacquer".